# Johanna Sinisalo
Johanna Sinisalo (česky přechylováno Sinisalová, * 1958 Sodankylä) je finská autorka sci-fi a fantasy literatury.

## Život
Studovala kromě jiného srovnávací literaturu a divadelní vědu na Univerzitě Tampere.

## Dílo
- Seznam děl v Souborném katalogu ČR, jejichž autorem nebo tématem je Johanna Sinisalo

V roce 2000 získala Cenu Finlandia za svůj první román Ne před slunce západem.

### České překlady
ROMÁNY
- Ne před slunce západem (Ennen päivänlaskua ei voi, 2000, česky 2003 v překladu Violy Parente-Čapkové, ISBN 80-86356-22-1) – román s rysy magického realismu, fantasy i sci-fi literatury
- Jádro Slunce (Auringon Ydin, 2013, česky 2015 v překladu Lindy Dejdarové, ISBN 978-80-207-1654-5) – románová dystopie s prvky kontrafaktuální historie a feministickým námětem

POVÍDKY
- Transit (Transit, 1988, česky 2016 v překladu Martiny Bendové, In: Lesní lišky a další znepokojivé příběhy, ISBN 978-80-87855-62-1)
- Cháronův prám (Kharonin lautta, 1992, česky 2004 v překladu Violy Parente-Čapkové, In: Ikarie 12/2007)